# Mashivka (huyện)
Huyện Mashivka (tiếng Ukraina: Машівський район, chuyển tự: Mashivkas'kyi raion) là một huyện của tỉnh Poltava thuộc Ukraina. Huyện Mashivka có diện tích 889 km², dân số theo điều tra dân số ngày 5 tháng 12 năm 2001 là 22894 người với mật độ 26 người/km2. Trung tâm huyện nằm ở Mashivka.